# Prospalta brunneotincta
Prospalta brunneotincta là một loài bướm đêm trong họ Noctuidae.